# Alejandra Rumi Macchi Zubiaurre
Alejandra Rumi Macchi Zubiaurre (La Plata, Argentina; 23 de marzo de 1955), conocida también como Alejandra Rumi, es una zoóloga argentina, profesora en la Facultad de Ciencias Naturales de la Universidad Nacional de La Plata e investigadora científica del Consejo Nacional de Investigaciones Científicas y Técnicas (CONICET). Ha desarrollado su investigación en temas de biodiversidad, malacología continental, especies de interés biomédico, conservación de la naturaleza y especies invasoras.

## Biografía
Alejandra Rumi obtuvo su título de licenciada en Zoología por la Facultad de Ciencias Naturales y Museo (UNLP) en 1979. Accedió al título de doctora en Ciencias Naturales por la Universidad Nacional de La Plata en 1986, bajo la dirección de Delicia Fernández de Ambrosi. El título de la tesis fue «Estudio morfológico taxonómico y bio-ecológico de los planórbidos argentinos».
Se desempeñó como decana de la Facultad de Ciencias Naturales y Museo entre 2010 y 2014, y como vicedecana entre 2007 y 2010. Rumi participó en la creación de la Asociación Argentina de Malacología (ASAM) en 2011, y fue la primera presidenta de la asociación. En 2013 fue presidenta del Comité organizador del 1.er Congreso Argentino de Malacología, desarrollado en Facultad de Ciencias Naturales y Museo de la Universidad Nacional de La Plata, en la ciudad de La Plata.

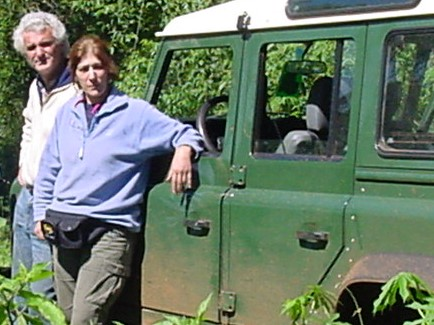
Alejandra Rumi durante un trabajo de campo en la Reserva de la biosfera Yabotí, en Misiones, Argentina

A lo largo de su carrera, Rumi se dedicó a analizar la biodiversidad de moluscos continentales de la Argentina, desde los diferentes niveles de organización (genético, individual, poblacional y ecosistémico) y campos de interés ambiental y social como: identificación (aporte de nuevas entidades taxonómicas), clasificación; diversidad; especies amenazadas, especies nativas, especies no nativas, organización de regiones malacológicas y ecología de poblaciones. En el área médico-sanitaria trabajó sobre esquistosomiasis, fasciolasis, paramphistosimiasis y diplostomiasis, enfermedades de interés médico, agropecuario y para la pesca, en las que diferentes especies de moluscos son parte del ciclo de vida de parásitos.
En 2007 obtuvo el segundo premio en un concurso público de ideas para la elaboración de manuales en el nivel secundario, como parte de un grupo conformado por investigadores de las ciencias biológicas.

## Taxones descritos

#### Nuevas especies deGastropodaacuáticas
- Chilina iguazuensis (Familia Chilinidae).
- Chilina sanjuanina (Familia Chilinidae).

- Gondwanorbis fueguensis (Familia Glacidorbidae).
- Gondwanorbis tricarinatus (Familia Glacidorbidae).
- Patagonorbis nahuelhuapensis (Familia Glacidorbidae). En este último caso, también se creó el género Patagonorbis.
- Aylacostoma bruneum (Familia Thiaridae). En este caso, bajo el concepto genético evolutivo de especie se logró detectar la presencia de esta nueva especie para el río Paraná.

#### Nuevas especies de Gastropoda terrestres
- Pilsbrylia hyltonae (Familia Odontostomidae).
- Epighragmophora costellata (Familia Epiphragmophoridae).
- Epighragmophora parodizi (Familia Epiphragmophoridae).
- Epighragmophora trifasciata (Familia Epiphragmophoridae).
- Epighragmophora tomsici  (Familia Epiphragmophoridae).

#### Nuevo subgénero de Bivalvia
- Diplodon (Australis). (Familia Hyriidae).